# خواكيم ريتر
خواكيم ريتر (بالألمانية: Joachim Ritter)‏ هو فيلسوف ألماني، ولد في 1903 في غيزتاخت في ألمانيا، وتوفي في 1974 في مونستر في ألمانيا.